# Мумба-Аделаїда – Порт-Пірі – Ваялла
Мумба-Аделаїда — Порт-Пірі — Ваялла — газопровід на півдні Австралії.
Трубопровід отримує живлення від потужної системи Мумба – Аделаїда та починається від компресорної станції Whyte Yarcowie. Він складається з двох ділянок:
- довжиною 77 кілометрів та діаметром 168 мм до Порт-Пірі, яку ввели в дію у 1976 році;
- довжиною 88 кілометрів від Порт-Пірі до Ваялла, що стала до ладу в 1989-му та виконана в діаметрі 219 мм. При цьому на переході завдовжки 11,5 кілометра через найпівнічнішу частину затоки Спенсер прокладено резервну нитку з діаметром 114 мм.
Існують плани підсилення початкового відтинку до Порт-Пірі, діаметр якого менше за наступну ділянку.
Значними споживачами протранспортованого блакитного палива можуть бути плавильний комплекс в Порт-Пірі та металургійний комбінат у Ваялла. Також існує перемичка довжиною 6 кілометрів та діаметром 114 мм до містечка Порт-Бонітон, відомого передусім своєю установкою фракціонування.
Робочий тиск газопроводу 10,1 МПа, пропускна здатність — до 0,63 млн м3 на добу.